# 建具工事
建具工事（たてぐこうじ）とは、
工作物に木製又は金属製の建具等を取付ける工事。仕上げ工事のひとつで、内装仕上工事のあとに行われる。
内容は、金属製建具取付け工事、サッシ取付け工事、金属製カーテンウォール取付け工事、シャッター取付け工事、自動ドアー取付け工事、木製建具取付け工事、ふすま工事などである。
金属製建具には、スチール製のドア、アルミサッシ、ガラス、網戸などがあり、室内用には木製建具の室内扉、襖や障子などがあるが、その他の大工工事と同様の職人が行う場合と、専門の建具職人が製作から行う場合とがある。木製建具とは、基本的に木材で作った建具のことで、主に家の内部の仕切り部分に用いられるが開閉方式は引戸タイプとドアタイプに分かれ、和室に使われる襖や障子なども木製建具の仲間といえる。